# هوا بنه
هوا بنه (بالإنجليزية: Hòa Bình)‏ هي، تتبع محافظة هوا بنه، بلغ عدد سكانها 121309 نسمة، في 2013.

## المناخ
يظهر الجدول التالي التغييرات المناخية على مدار السنة لهوا بنه:
| البيانات المناخية لـهوا بنه                                   | البيانات المناخية لـهوا بنه | البيانات المناخية لـهوا بنه | البيانات المناخية لـهوا بنه | البيانات المناخية لـهوا بنه | البيانات المناخية لـهوا بنه | البيانات المناخية لـهوا بنه | البيانات المناخية لـهوا بنه | البيانات المناخية لـهوا بنه | البيانات المناخية لـهوا بنه | البيانات المناخية لـهوا بنه | البيانات المناخية لـهوا بنه | البيانات المناخية لـهوا بنه | البيانات المناخية لـهوا بنه |
| الشهر                                                         | يناير                       | فبراير                      | مارس                        | أبريل                       | مايو                        | يونيو                       | يوليو                       | أغسطس                       | سبتمبر                      | أكتوبر                      | نوفمبر                      | ديسمبر                      | المعدل السنوي               |
| ------------------------------------------------------------- | --------------------------- | --------------------------- | --------------------------- | --------------------------- | --------------------------- | --------------------------- | --------------------------- | --------------------------- | --------------------------- | --------------------------- | --------------------------- | --------------------------- | --------------------------- |
| الدرجة القصوى °م (°ف)                                         | 34.1 (93.4)                 | 35.7 (96.3)                 | 38.5 (101.3)                | 39.7 (103.5)                | 41.2 (106.2)                | 39.9 (103.8)                | 39.3 (102.7)                | 39.0 (102.2)                | 36.7 (98.1)                 | 39.0 (102.2)                | 35.2 (95.4)                 | 33.2 (91.8)                 | 41.2 (106.2)                |
| متوسط درجة الحرارة الكبرى °م (°ف)                             | 20.5 (68.9)                 | 21.4 (70.5)                 | 24.6 (76.3)                 | 29.1 (84.4)                 | 32.7 (90.9)                 | 33.6 (92.5)                 | 33.6 (92.5)                 | 32.8 (91.0)                 | 31.6 (88.9)                 | 29.0 (84.2)                 | 25.8 (78.4)                 | 22.6 (72.7)                 | 28.1 (82.6)                 |
| المتوسط اليومي °م (°ف)                                        | 16.5 (61.7)                 | 17.6 (63.7)                 | 20.7 (69.3)                 | 24.5 (76.1)                 | 27.3 (81.1)                 | 28.4 (83.1)                 | 28.5 (83.3)                 | 28.0 (82.4)                 | 26.8 (80.2)                 | 24.3 (75.7)                 | 20.9 (69.6)                 | 17.7 (63.9)                 | 23.4 (74.1)                 |
| متوسط درجة الحرارة الصغرى °م (°ف)                             | 13.8 (56.8)                 | 15.2 (59.4)                 | 18.2 (64.8)                 | 21.6 (70.9)                 | 23.8 (74.8)                 | 25.1 (77.2)                 | 25.3 (77.5)                 | 25.1 (77.2)                 | 23.9 (75.0)                 | 21.2 (70.2)                 | 17.8 (64.0)                 | 14.6 (58.3)                 | 20.5 (68.9)                 |
| أدنى درجة حرارة °م (°ف)                                       | 1.9 (35.4)                  | 5.0 (41.0)                  | 7.2 (45.0)                  | 11.1 (52.0)                 | 16.7 (62.1)                 | 18.6 (65.5)                 | 19.6 (67.3)                 | 21.9 (71.4)                 | 16.1 (61.0)                 | 10.8 (51.4)                 | 5.1 (41.2)                  | 2.0 (35.6)                  | 1.9 (35.4)                  |
| الهطول مم (إنش)                                               | 20 (0.8)                    | 15 (0.6)                    | 38 (1.5)                    | 101 (4.0)                   | 242 (9.5)                   | 277 (10.9)                  | 295 (11.6)                  | 323 (12.7)                  | 297 (11.7)                  | 195 (7.7)                   | 62 (2.4)                    | 17 (0.7)                    | 1٬880 (74.0)                |
| متوسط أيام هطول الأمطار                                       | 8.8                         | 9.6                         | 11.5                        | 14.0                        | 18.0                        | 18.3                        | 18.9                        | 18.2                        | 14.2                        | 11.8                        | 7.3                         | 5.0                         | 155.5                       |
| متوسط الرطوبة النسبية (%)                                     | 84.1                        | 84.5                        | 84.9                        | 84.3                        | 82.6                        | 83.0                        | 83.3                        | 85.1                        | 85.2                        | 84.5                        | 83.2                        | 82.5                        | 83.9                        |
| ساعات سطوع الشمس الشهرية                                      | 85                          | 65                          | 73                          | 113                         | 184                         | 165                         | 187                         | 171                         | 170                         | 160                         | 139                         | 129                         | 1٬641                       |
| المصدر: Vietnam Institute for Building Science and Technology |                             |                             |                             |                             |                             |                             |                             |                             |                             |                             |                             |                             |                             |